# Anachis semiplicata
Anachis semiplicata är en snäckart som beskrevs av Robert Edwards Carter Stearns 1873. Anachis semiplicata ingår i släktet Anachis och familjen Columbellidae. Inga underarter finns listade i Catalogue of Life.